# Brazil: A Report on Torture
Brazil: A Report on Torture é um documentário produzido em 1971 pelo cineasta norte-americano Haskell Wexler que conta com depoimentos de brasileiros torturados e recém-exilados no Chile. Captando entrevistas de alguns dos 70 brasileiros levados àquele país em janeiro daquele ano em troca do embaixador suiço Giovanni Bucher, sequestrado no final de 1970 no Rio de Janeiro pelo guerrilha armada da VPR, mostra, entre depoimentos pessoais de sevícias sofridas pelos presos no Brasil, a simulação de torturas encenadas por eles mesmos, como a do pau de arara. O filme, realizado com câmera na mão e de fotografia crua, foi rodado com a colaboração de Saul Landau e Haskell Wexler. 
Entre alguns dos entrevistados estão Frei Tito, Maria Auxiliadora Lara Barcelos, Jean Marc von der Weid, ex-presidente da UNE e Nancy Mangabeira Unger, irmã do ministro dos governos Luiz Inácio Lula da Silva e Dilma Roussef, Mangabeira Unger. O documentário foi o primeiro documento de denúncia mundial em imagem e som da tortura política no Brasil da ditadura militar.